# Oláhherepe
Oláhherepe románul: Hăpria, falu Romániában, Erdélyben, Fehér megyében.

## Fekvése
Gyulafehérvártól keletre fekvő település.

## Története
Oláhherepe, Herepe nevét 1520-ban említette előszört oklevél Herepe néven (Zichy XII. 399).
További névváltozatsi: 1750:-ben Heprie, 1760–2 között Oláh Herepe. 1808-ban Herepe (Oláh-), Hiripe ~ Hiripeá, 1913-ban Oláhherepe.
A trianoni békeszerződés előtt Alsó-Fehér vármegye Alvinci járásához tartozott.